# Litohošť
Litohošť (en allemand : Litohoscht) est une commune du district de Pelhřimov, dans la région de Vysočina, en République tchèque. Sa population s'élevait à 58 habitants en 2020.

## Géographie
Litohošť se trouve à 7 km à l'est-sud-est de Pacov, à 10 km à l'ouest-nord-ouest de Pelhřimov, à 37 km à l'ouest-nord-ouest de Jihlava à 86 km au sud-est de Prague.
La commune est limitée par Útěchovičky au nord et nord-est, par Čížkov à l'est et au sud-est, par Leskovice au sud et au sud-ouest, par Pošná à l'ouest et au nord-ouest.

## Histoire
La première mention écrite de la localité date de 1558.

## Transports
Par la route, Litohošť se trouve à 8,5 km de Pacov, à 11 km de Pelhřimov, à 42 km de Jihlava à 110 km de Prague.